# Biuletyn Żydowskiego Instytutu Historycznego
Biuletyn Żydowskiego Instytutu Historycznego – periodyk ukazujący się w latach 1950–2000 w Warszawie. Wydawcą był Żydowski Instytut Historyczny.
Publikowano w nim artykuły dotyczące historii Żydów w Polsce, ze szczególnym uwzględnieniem okresu II wojny światowej. W 1950 roku wychodził jako biuletyn informacyjny, następnie jako półrocznik do 1953, w końcu jako kwartalnik. Od 2000 roku pismo ukazuje się pod nazwą „Kwartalnik Historii Żydów”.